# Peter Würtz (Politiker)

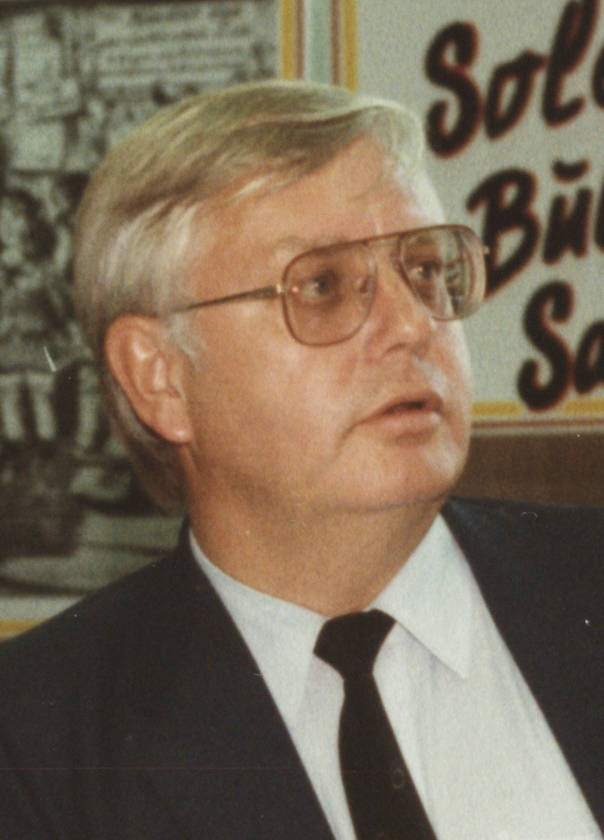
Peter Würtz, 1989

Peter Würtz (* 6. September 1939 in Berlin) ist ein deutscher Offizier und Politiker (SPD). Er war von 1969 bis 1990 Mitglied des Deutschen Bundestages und von 1977 bis 1979 des Europäischen Parlaments.

## Leben und Beruf
Würtz wurde als Sohn eines Polizeiobermeisters geboren. Nach der Mittleren Reife an einer Berliner Schule absolvierte er von 1956 bis 1959 eine Maschinenschlosserlehre.
1959 trat er als Offizieranwärter der Luftwaffe in die Bundeswehr ein. 1961 wurde er zum Leutnant befördert. 1965 war er Adjutant des Befehlshabers im Wehrbereich II (Niedersachsen und Bremen). Danach wurde er als Presseoffizier und Staffelchef verwendet. Er besuchte einen Vorbereitungskurs zum Studium an der Deutschen Hochschule für Politik. Als Hauptmann schied er aus dem aktiven Dienst aus. 1971 wurde er zum Major der Reserve und 1974 zum Oberstleutnant der Reserve befördert.
Im Anschluss war er Direktionsmitglied der Atlas Elektronik GmbH in Bremen. Außerdem schloss er sich der IG Bau-Steine-Erden und dem Deutschen Bundeswehrverband an. Später wurde er Vizepräsident der Deutschen Atlantischen Gesellschaft und Vorsitzender der Stiftung Sankt Barbara Deutschland.
Würtz, evangelisch, ist verheiratet und Vater von drei Kindern. Seine Wahlheimat liegt im niedersächsischen Ort Hemsloh.

## Partei
Würtz ist seit 1957 Mitglied der SPD. Er erfand mit Karl Haehser den fiktiven Politiker Jakob Maria Mierscheid.

## Abgeordneter
Würtz gehörte dem Deutschen Bundestag von 1969 bis 1990 an. Im Parlament vertrat er von 1972 bis 1976 den Wahlkreis Hoya und von 1980 bis 1983 den Wahlkreis Diepholz. In den übrigen Wahlperioden war er über die Landesliste Niedersachsen in den Bundestag eingezogen. Er war ordentliches Mitglied des Verteidigungsausschusses, des Haushaltsausschusses, des Ausschusses für Bildung und Wissenschaft und des Finanzausschusses.
Außerdem war er von 1977 bis 1979 Mitglied des Europäischen Parlamentes.

## Ehrungen
- Bundesverdienstkreuz am Bande, 1985
- Bundesverdienstkreuz I. Klasse, 1990
- Willy-Brandt-Medaille